# Microcercus obtusicauda
Microcercus obtusicauda är en kräftdjursart som först beskrevs av Gustav Budde-Lund 1898.  Microcercus obtusicauda ingår i släktet Microcercus och familjen Eubelidae. Inga underarter finns listade i Catalogue of Life.